# 원초 연대기

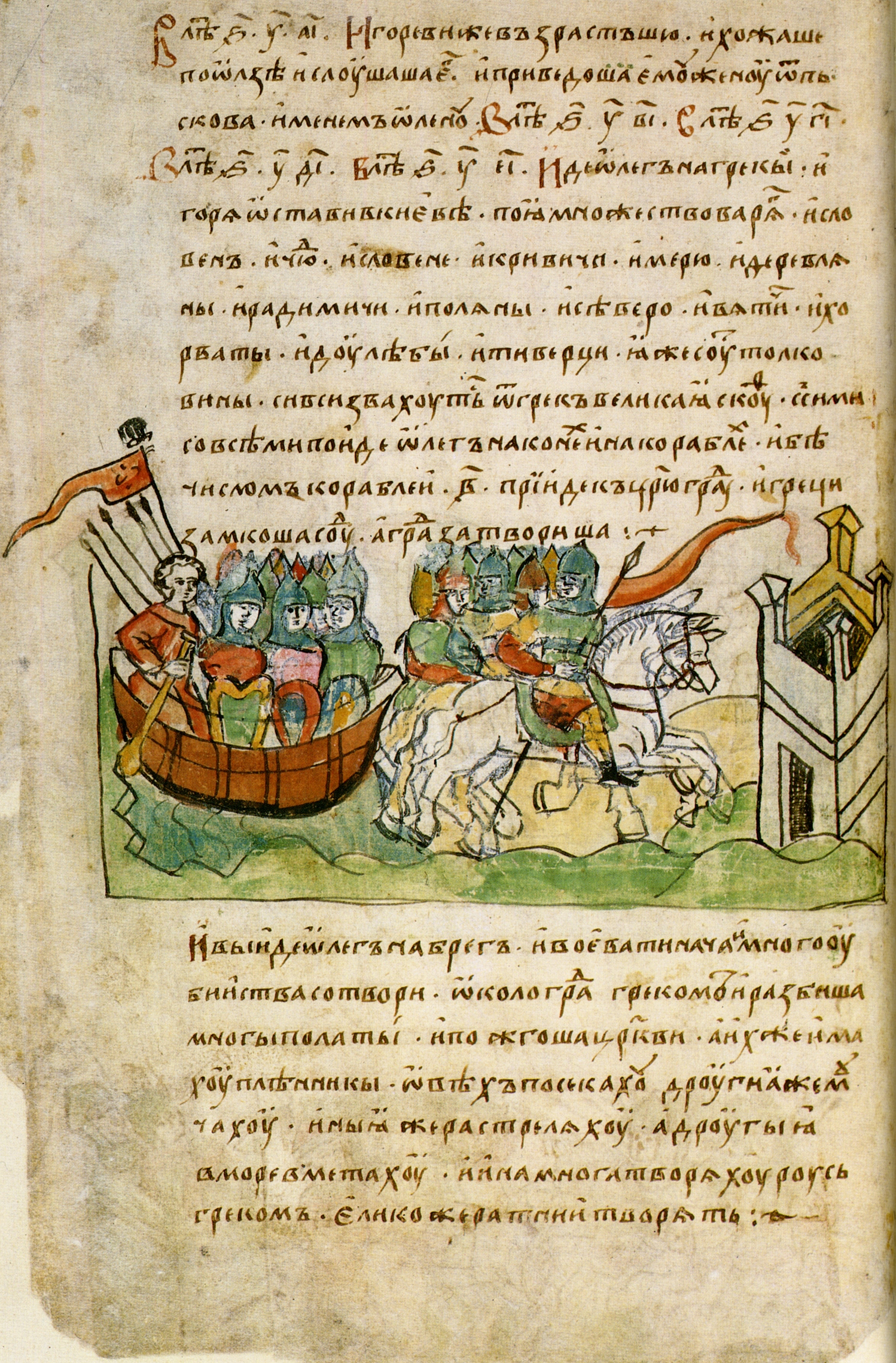

《원초 연대기》(原初年代記, 러시아어: Повесть временных лет 포베스티 브레멘니흐 레트[*], 우크라이나어: Повість минулих літ 포비스트 므눌르흐 리트[*])는 고대 루스인 국가인 키예프 루스의 역사서이다. 1113년경 키예프에서 편찬되었으며 850년경에서 1110년경에 걸친 역사를 다뤘다. 《네스토르 연대기》, 《지난 세월의 이야기》라고도 불린다.
11세기 문학 연구에 있어 어려운 점은 작품이 창작된 시기, 작가 등이 불명확하다는 점이다. 때문에 연대기의 작가가 네스토르인지에 대해서는 의견이 분분하다. 연대기는 백과사전과 사실상 마찬가지로 그 시대의 주요한 사건들을 시간의 흐름에 따라 기록하고 있다. 여러 차례의 개작과 삽입을 거쳐 작성된 것이며, 다수의 작가에 의해 쓰여졌다. 고대 동슬라브인들과 고대 루스인, 바랑기아인, 노르드인에 관한 귀중한 자료이다.
샤흐마토프(Шахматов, Алексей Александрович)에 의하면 원초 연대기는 처음부터 연도 순서에 따른 연대기적 배열을 갖췄을 것으로 가정한다. 하지만 리하쵸프(Лихачёв, Дмитрий Сергеевич)는 처음부터 연도 형식을 가진 것이 아닌, 1070년대 페체르스키 수도원의 니콘에 의해 기본적 형식을 갖추고, 이후 1113년 네스토르가 니콘의 최초 전서에 기초하여 1차 편집본이 만들어졌다고 본다.

## 참고 문헌
- 변현태 (2002년 5월). “<원초 연대기>와 고대 러시아적 역사 인식과 재현의 특수성에 대하여”. 《러시아연구》 (서울대학교 러시아연구소) 12 (1).